# 曾楚霖
曾楚霖（1921年8月20日—1988年9月12日），本名曾廣仁，香港電影演員，無綫電視藝員。

## 簡介
曾楚霖生於香港，早年居住在九龍城培民村，中學時就讀喇沙書院。1982年10月14日，他接受無線電視官方刊物《香港電視》780期訪問，表示中學畢業後，到廣州的中山大學入讀戲劇系，之後到上海戲劇學院進修，師從曹禺，那估計是1947年間的事。因按曹禺生平，他是這年初在該校任教。曾楚霖在訪問中表示，那時一邊讀書，一邊做記者和片場劇務，生活頗為艱苦。其弟是香港著名編劇司徒安（本名曾坤）。
曾楚霖畢業於上海聖約翰大學，曾在第二次世界大戰期間，為國民政府擔任情報員，故精通粵語、國語、英語和日語。後曾楚霖回到香港，任職教師，兼職演員。他擔任很多電影的幕後工作，也當過副導演和編劇。香港電台的《獅子山下》劇集等很多都出自其手筆。在佳藝電視演出後於1976年10月15日加盟無綫電視，擅長演出小人物、基層市民及道友。在1982年無綫電視台慶，曾楚霖獲贈「長期服務特別獎」。
1988年9月12日晚在九龍城培民村住所裡，被女兒發現依窗昏迷，醫生發現他的後腦出血，送院不治，享年67歲。同月19日上午11時半在紅磡世界殯儀館舉行大殮，遺體同日在歌連臣角火葬場火化。

## 逸事
- 擅長舞蹈，為電影明星陳厚的「替舞者」，曾自稱為「天生的舞者」。
- 根據著名播音員李我先生所著的「李我講故（四）點滴留痕」及電臺訪問內容，他在1948年曾經跟上海明星周璇戀愛同居並育有一位兒子。
- 由於曾楚霖抗戰期間曾任職於軍統，因此在TVB電視劇《烽火飛花》中擔任顧問，「長江九號」汪東原(鄭少秋飾)一角就有曾氏當年的影子。
- 1964年電影《山歌戀》中，曾楚霖與谷峰飾演鄉下飛仔，一邊唱山歌、一邊跳山地舞來調戲女主角葉楓，靠真本領才賺到一天三十元的待遇。多年後，谷峰一見曾楚霖，還會叫他「三十元」的綽號。
- 他第四兒子為曾彼得。

## 電影
- 黃金潮（1947年）
- 仙童玉女（1948年）... 紳士
- 黃飛鴻傳（上集）（1949年）
- 孽海癡魂（上集）（1949年）... 白香詞
- 神經公爵（1949年）... 傻超
- 辣手碎情花（1949年）
- 羅宮春色（1949年）
- 狄青（1949年）... 番將
- 到處惹相思（1949年）... 雜役
- 滿江紅（1949年）... 老巡警
- 黃飛鴻傳（下集大結局）（1949年）
- 孽海癡魂（下集大結局）（1949年）... 白香詞
- 忍棄枕邊人（1949年）... 同事丙
- 孤兒淚（1949年）... 醫生
- 有冤無路訴（1949年）
- 法網難逃（1950年）
- 關東小俠大戰女鏢師（1950年）
- 野花香（1950年）
- 夜半鐘聲（1950年）
- 月媚花嬌（1952年）
- 五虎將（1955年）
- 霸王妖姬（1956年）
- 嬌嬌女（1956年）
- 梅娘（1956年）
- 詐痲納福（1956年）
- 肥廋姻緣（1956年）
- 打劫陰司路（1957年）
- 第七號司機（1958年）
- 天官賜福（1958年）
- 大冬瓜（1958年）
- 王先生行正桃花運（1959年）
- 搭錯線（1959年）
- 十兄弟（1959年）
- 二世祖盲公問米（1959年）
- 王先生著錯老婆鞋（1959年）
- 十兄弟怒海除魔（1960年）
- 野玫瑰之戀（1960年）
- 七兒八女九狀詞（1960年）
- 歡喜夫妻（1961年）
- 太太緝私團（1961年）
- 真假洞房春（1962年）
- 好事成雙（1962年）
- 南北一家親（1962年）
- 秋風秋雨（1962年）
- 水觀音三戲白金龍（1962年）
- 一對好冤家（1963年）
- 老襯行大運（1963年）
- 999毒天鵝（1964年）
- 新啼笑姻緣（1964年）
- 花木蘭（1964年）
- 玉堂春（1964年）
- 改期添丁（1964年）
- 摩登二世祖（1964年）
- 啼笑姻緣（上集）（1964年）
- 一樓十四伙（1964年）
- 山歌戀（1964年）
- 大地兒女（1965年）
- 南北雙雄（1965年）
- 小雲雀（1965年）
- 聊齋誌異（1965年）
- 青青河邊草（1966年）
- 何日君再來（1966年）
- 金嬌銀更嬌（1966年）
- 通天曉（1966年）
- 西遊記（1966年）
- 獨臂刀（1967年）
- 珊珊（1967年）
- 大俠復仇記（1967年）
- 幪面大俠（1967年）
- 香江花月夜（1967年）
- 鐵頭皇帝（1967年）
- 特警零零九（1967年）
- 大師姐（1967年）
- 盜劍（1967年）
- 慾海情魔（1967年）
- 黑殺星（1967年）
- 艷陽天（1967年）
- 女探黑天鵝（1967年）
- 黑鷹（1967年）
- 明日之歌（1967年）
- 奪魂鈴（1968年）
- 花月良宵（1968年）
- 女兒國（1968年）
- 玉羅剎（1968年）
- 怪俠（1968年）
- 雲泥（1968年）
- 萬紫千紅（1968年）
- 多情妙賊（1968年）
- 春滿乾坤（1968年）
- 浪子佳人（1968年）
- 鐵觀音勇破爆炸黨（1968年）
- 龍門金劍（1969年）
- 雌雄妙賊（1969年）
- 陰陽刀（1969年）
- 神經刀（1969年）
- 香噴噴小姐（1969年）
- 慾燄狂流（1969年）
- 豪俠傳（1969年）
- 保鏢（1969年）
- 千面魔女（1969年）
- 燕娘（1969年）
- 毒龍潭（1969年）
- 四武士（1969年）
- 相思河畔（1969年）
- 椰林春戀（1969年）
- 釣金龜（1969年）
- 飛燕金刀（1969年）
- 說謊的人（1969年）
- 雙鎗沙膽標（1969年）
- 三笑（1969年）
- 小魔俠（1969年）
- 十三太保（1970年）
- 荒江女俠（1970年）
- 小煞星（1970年）
- 女俠賣人頭（1970年）
- 雙喜臨門（1970年）
- 五虎屠龍（1970年）
- 總有一天捉到你（1970年）
- 斷魂刀（1970年）
- 遺產伍億圓（1970年）
- 金衣大俠（1970年）
- 春火（1970年）
- 江湖三女俠（1970年）
- 滿肚密圈（1970年）
- 殺機（1970年）
- 愛情的代價（1970年）
- 玉女親情（1970年）
- 遊俠兒（1970年）
- 龍虎鬥（1970年）.賭場荷官
- 無名英雄（1971年）
- 鳳飛飛（1971年）
- 天龍八將（1971年）
- 拳擊（1971年）
- 俠士行（1971年）
- 聾啞劍（1971年）... 柳家黨從
- 血符門（1971年）
- 夕陽戀人（1971年）
- 鬼太監（1971年）
- 火併（1971年）
- 女殺手（1971年）
- 冰天俠女（1971年）
- 大決鬥（1971年）
- 影子神鞭（1971年）
- 玉面俠（1971年）
- 鷹王（1971年）
- 血酒天牢（1971年）
- 追擊（英语：The Chase (1971 film)）（1971年）
- 情人的秘密（1971年）
- 惡客（1972年）
- 小毒龍（1972年）
- 仙女下凡（1972年）
- 大內高手（1972年）
- 拳門（1972年）
- 風月奇譚（英语：Legends of Lust）（1972年）
- 壁虎（1972年）
- 天下第一拳（1972年）
- 馬永貞（1972年）
- 霹靂拳（1972年）
- 十四女英豪（1972年）... 番將
- 雨中花（1972年）
- 水滸傳（1972年）
- 騙術大觀（英语：Cheating in Panorama）（1972年）
- 快活林（1972年）
- 吉祥賭坊（1972年）
- 獅吼（1972年）
- 愛奴（1972年）
- 群英會（1972年）
- 玉女嬉春（1972年）
- 合氣道（1972年）
- 四騎士（1972年）
- 淘氣公主（1972年）
- 少奶奶的絲襪（1972年）
- 黃飛鴻（1973年）
- 毒女（1973年）
- 賊殺賊（1973年）
- 蕩寇三狼（1973年）
- 跆拳震九州（1973年）
- 魔鬼天使（1973年）
- 大刀王五（1973年）
- 英雄榜（1973年）
- 鐵牛（1973年）
- 大徐害（1973年）
- 小雜種（1973年）
- 至尊寶（1974年）
- 鬼馬雙星（1974年）
- 天天報喜（1974年）
- 阿牛入城記（1974年）
- 虎鬥虎（1974年）
- 烏龍教一（1974年）
- 大鄉里八面威風（1974年）
- 聲色犬馬（1974年）
- 多咀街（1974年）
- 吸毒者（1974年）
- 惡虎村（1974年）
- 少林子弟（1974年）
- 一網打盡（1974年）
- 大蛟龍（1974年）
- 鐵金剛大破紫陽觀（1974年）
- 危機四伏（1974年）
- 販賣人口（1974年）
- 香港73（1974年）
- 天網（1974年）
- 怪人怪事（1974年）
- 珠江大風暴（1974年）
- 新啼笑姻緣（1975年）
- 扭計祖宗陳夢吉（1975年）
- 金毛獅王（1975年）
- 千奇百怪俏女傭（1975年）
- 天才與白痴（1975年）
- 花飛滿城春（1975年）
- 蠱惑女光棍才（1975年）
- 港澳傳奇（1975年）
- 鏢旗飛揚（1975年）
- 小山東到香港（1975年）
- 大劫案（1975年）
- 半斤八兩（1976年）
- 蛇王子（1976年）
- 毒后秘史（1976年）
- 拈花惹草（1976年）
- 大鄉里與掃街添（1976年）
- 香港奇案（1976年）
- 乾隆皇奇遇記（1976年）
- 酒帘（1976年）
- 賣身（1976年）
- 五毒天羅（1976年）
- 沙膽英（1976年）
- 香港奇案之二《兇殺》（1976年）
- 阿牛發達記（1976年）
- 大男人（1977年）
- 風花雪月（1977年）
- 初哥初女初夜情（1977年）
- 四二六（1977年）
- 多情劍客無情劍（1977年）
- 佛跳牆（1977年）
- 三德和尚與舂米六（1977年）
- 楚留香（1977年）
- 姦魔（1977年）
- 人蛇鼠（1977年）
- 射鵰英雄傳（1977年）.客棧店小二
- 俏探女嬌娃（1977年）
- 決殺令（1977年）
- 應召名冊（1977年）
- 入冊（1977年）
- 大路強人（1978年）
- 黑幕（1978年）
- 剝錯大牙折錯骨（1978年）
- 鬼馬狂潮（1978年）
- 笑傲江湖（1978年）
- 乾隆下揚州（1978年）
- 烏龍濟公（1978年）
- 老虎田雞（英语：Dirty Tiger, Crazy Frog）（1978年）
- 問你怕未（1978年）
- 綉花大盜（1978年）
- 子曰：食色性也（1978年）
- 林世榮（1979年）
- 大鬥大（1979年）
- 猴形扣手（1979年）
- 怪招軟皮蛇（1979年）
- 天才功夫（1979年）
- 鴻勝蔡李佛（1979年）
- 著錯草鞋走錯路（1979年）
- 出閘虎（1979年）
- 匯峰號黃金大風暴（1979年）
- 醒目仔蠱惑招（1979年）
- 孔雀王朝（1979年）
- 新貼錯門神（1979年）
- 瘋劫（1979年）
- 老鼠拉龜（1979年）
- 無名小卒（1979年）
- 圓月彎刀（1979年）
- 蛇貓鶴混形掌（1980年）
- 阿燦正傳（1980年）
- 係咁先（1980年）
- 通天老虎（1980年）
- 錢作怪（英语：From Riches to Rags）（1980年）
- 乾隆皇與三姑娘（1980年）
- 地獄無門（1980年）
- 情俠追風劍（1980年）
- 滑稽時代（1980年）
- 阿Sir劈砲（1980年）
- 師弟出馬（1980年）
- 孽種（1980年）
- 發圍（1980年）
- 瘋狂大老千（1980年）
- 潮洲笑漢（1980年）
- 連環大鬥法（1981年）
- 線人（1981年）
- 摩登保鑣（1981年）
- 撞板神探電子龜（1981年）
- 邊緣人（1981年）
- 追女仔（1981年）
- 花劫（1982年）
- 三十年細說從頭（1982年）
- 烈火青春（1982年）
- 人嚇人（1982年）
- 獵頭（1982年）
- 奇謀妙計五福星（1983年）
- 田雞過河（1983年）
- 上海灘（1983年）
- 岩晒KEY（1983年）
- 神勇雙響炮（1984年）
- 馬後砲（1984年）
- 有Friend冇驚（1984年）
- 貓頭鷹與小飛象（1984年）
- 愛奴新傳（1984年）
- 君子好逑（1984年）
- 鬼線人（1984年）
- 警察故事（1985年）
- 替槍老豆（1985年）
- 小狐仙（1985年）
- 歡場（1985年）
- 青春差館（1985年）
- 執法先鋒（1986年）
- 英雄無淚（1986年）
- 魔高一丈（1987年）
- 最佳損友闖情關（1988年）
- 鬼咁串（1988年）
- 點指賊賊（1988年）
- 黑心鬼（1988年）
- 法內情（1988年）

## 電視劇

### 佳藝電視
- 廣東好漢（1976年）飾 通天曉

### 無綫電視
- 民間傳奇之陌路緣（1976年）
- 陸小鳳（1976年）
- 民間傳奇之金玉奴（1977年）
- 奇謀妙計施公案（1978年）
- 上海灘（1980年）飾 祥叔
- 親情（1980年）
- 歡樂群英（1980年）
- 山水有相逢（1980年）飾 九叔
- 雙葉。蝴蝶（1980年）
- 衝擊（1980年）
- 流氓皇帝（1981年）飾 勞大舊
- 星塵（1982年）
- 萬水千山總是情（1982年）飾 司 理
- 播音人（1983年）
- 十三妹（1983年）
- 奔向太陽（1983年）
- 賴布衣（1983年）
- 薛仁貴征東 (1985年) 飾 高句麗使者
- 快活良緣（1987年）
- 南拳蔡李佛（1988年）
- 名門（1988年）
- 誓不低頭（1988年）
- 殭屍奇兵（1988年）

## 外部連結
- 曾楚霖在互联网电影资料库（IMDb）上的資料（英文）（英文）
- 曾楚霖在香港影庫上的簡介
- 曾楚霖在时光网上的簡介（简体中文）